# Wargame (trò chơi điện tử)
Wargame (tạm dịch: Trò chơi chiến tranh) là một thể loại phụ của trò chơi điện tử chiến lược nhằm nhấn mạnh đến cuộc chiến tranh về mặt chiến thuật hoặc chiến lược, cũng như độ chính xác (hoặc gần với lịch sử) về mặt lịch sử.

## Lịch sử

Phiên bản Squad Leader kinh điển trên máy tính của hãng Avalon Hill.

Thể loại của trò chơi điện tử wargame bắt nguồn từ hình thái của những wargame đầu tiên. Những trò chơi có chủ đề đại diện cho sở thích wargame, dù chúng chỉ hướng tới bớt đi tính hiện thực nhằm tăng tính dễ tiếp cận để có thêm những người chơi thông thường. Số lượng chủ nghĩa hiện thực thay đổi giữa những trò chơi khi những người thiết kế trò chơi cân bằng một sự mô phỏng chính xác với trò chơi.
Ngành công nghiệp trò chơi máy tính thường được tiến hóa với sự tham khảo rất nhỏ từ những bộ board game, do đó thuật ngữ "wargame" theo kiểu truyền thống không được dùng trong bối cảnh của những trò chơi máy tính. Tuy nhiên, cộng đồng wargame đã thấy được tiềm năng của trò chơi máy tính ban đầu và cố gắng xâm nhập vào thị trường này. Đặc biệt là dòng trò chơi máy vi tính của hãng Avalon Hill, kéo dài từ năm 1980 đến 1987 bao phủ nhiều chủ đề (gồm những thích nghi đơn giản trong một số trò wargame của hãng) cùng hai tựa game Nobunaga Ambition và Romance of the Three Kingdoms của hãng Koei, loạt game được tiếp tục từ năm 1983 cho tới ngày nay và đều dựa trên lịch sử Đông Á.
Strategic Simulations, Inc. (SSI) và Strategic Studies Group (SSG) là những công ty chuyên về trò chơi máy tính đã tiếp nối thể loại này bằng việc chuyên môn hóa về những game chủ yếu vay mượn từ những bộ cờ và wargame thu nhỏ. Những công ty này hưởng thụ tính phổ biến nhất định trong suốt thập niên 1980 và 1990. Hãng TalonSoft với trọng tâm tương tự cho đến khi bị hãng Take-Two Interactive mua lại và đóng cửa vào năm 2002.
Phương hướng đại chúng của thị trường hiện thời đều hướng về những game chiến lược thời gian thực do sự ảnh hưởng khá lớn từ trò StarCraft và một số game khác. Những game này đều là game chiến lược về mặt ý nghĩa trong cách chơi nhưng lại chú trọng vào yếu tố chiến thuật về mặt ý nghĩa quân sự. Đa phần là những trò chơi hành động cao bao gồm một số tiện ích nhằm tăng cường lối chơi, nhưng lại lờ đi thực tế.

## Đặc điểm
Mục chơi nguyên thủy trong một trò wargame thường nghiêng về tính chiến thuật: những trận chiến. Wargames đôi khi có một kiểu chiến lược trong đó người chơi có thể lập kế hoạch trận đánh của họ hay chọn một vùng lãnh thổ để đưa quân xâm chiếm thế nhưng những người chơi điển hình tiêu phí ít thời gian hơn nhiều trong kiểu này và tốn nhiều thời gian hơn cho phần giao chiến. Vì thế khó mà cung cấp được biện pháp thông minh để uỷ thác những nhiệm vụ đến thuộc cấp, những wargame điển hình giữ số lượng những đơn vị xuống tới hàng trăm hơn là hàng trăm hàng nghìn.
Các đơn vị quân thường có quy mô không tương xứng so với cảnh quan, nhằm thúc đẩy lối chơi hiệu quả. Những game này thường sử dụng nhiều bậc thời gian nhanh hơn so với thực tế, và như vậy wargames thường không xây dựng hiệu ứng ban đêm hay thời gian nghỉ ngơi.

### So sánh
Nhiều trò chơi máy tính hiện đại chiến lược có thể được xem như wargame, với ý nghĩa rằng chúng thuộc dạng mô phỏng chiến tranh ở một mức độ nào đó. Ngành cơ khí và ngôn ngữ có ít điểm chung với các trò chơi thu nhỏ và cờ, nhưng đối tượng nói chung là phổ biến và cung cấp một liên kết chuyên đề.
Wargame trên bàn thông thường được phân hạng dựa theo quy mô của cuộc chạm trán (ví dụ, wargame chiến lược lớn, wargame điều hành, wargame chiến thuật hoặc wargame người với người). Từ hạn định "thời gian thực" và "theo lượt" cũng không mang lại giá trị như tất cả các wargame trên bàn, bởi sự cần thiết của dạng theo lượt truyền thống. Tuy nhiên, đôi khi các đoạn phim về wargame cũng được mô tả dựa theo quy mô của cuộc xung đột.
Trong khi có lý kiến trong các cuộc tranh luận cho rằng những trò chơi điện tử wargame máy tính thiếu chủ nghĩa hiện thực của những trò chơi truyền thống, chúng có thể bao gồm những đặc tính mà có vẻ không thực tế đối với những trò chơi có thật ngoài đời. Một cách tiếp cận như vậy là việc sử dụng hiệu ứng sương mù chiến tranh, nhờ đó mà người chơi không thể nhìn thấy phong cảnh ở xa khoảng cách tầm nhìn mô phỏng từ những đơn vị của họ. Đây là thực tế trong các trò chơi kỹ thuật số bởi sự khác biệt cơ bản trong việc cạnh tranh với trí tuệ nhân tạo hoặc các đối thủ cạnh tranh từ xa với quan niệm riêng về sân chơi.

## Tiêu biểu
- Panzer General - (Strategic Simulations, Inc., 1994) – được công nhận là một wargame truyền thống bên cạnh tựa game Close Combat. Có thêm vài phần tiếp theo, một số trong đó khám phá vấn đề khác nhau.
- Steel Panthers - (Strategic Simulations, Inc., 1995) – một wargame chiến thuật cùng quy mô với tựa game Squad Leader, về sau cho ra thêm hai phần tiếp theo, rồi một loạt những tựa đề do hãng Camo Workshop/Shrapnel Games và Matrix Games phát hành miễn phí.
- Close Combat - (Microsoft, 1996) – không phải là wargame đột ngột khởi phát từ số thập lục phân và vẫn còn xuất hiện dưới dạng 2D, Close Combat đã gửi những nhân tố như như tinh thần cá nhân và miễn cưỡng riêng lẻ nhằm thực hiện những mệnh lệnh. Tựa game đầu tiên dẫn đến sự thành công cho năm phần tiếp theo đối với công chúng, cũng như được phát triển thành một công cụ huấn luyện chỉ dành riêng cho quân đội sử dụng. Close Combat xuất phát từ một nỗ lực sớm để biên dịch bộ boardgame Squad Leader sang phiên bản máy tính.
- Combat Mission - (Big Time Software, 2000) - không phải là wargame chiến thuật 3D đầu tiên (một số tựa game khác như Muzzle Velocity đã thực hiện vấn đề này) nhưng một loạt trò chơi mang tính đột phá với quyết định mệnh lệnh đồng thời, hoàn thành những mệnh lệnh của trận đánh cho nhiều quốc gia khác nhau, với ba danh hiệu dựa trên engine game gốc. Kể từ năm 2006, một lớp chiến dịch trong sự kiểm tra cũng như sửa lại engine game sẽ được phát hành trước năm 2007. Thuở ban đầu của Combat Mission cũng chỉ là một sự nỗ lực thất bại của hãng Avalon Hill để biên dịch Squad Leader sang phiên bản máy tính.